# Ver erat…
Ver erat… est un poème « de jeunesse » d’Arthur Rimbaud, rédigé en latin lors d’une composition scolaire le 6 novembre 1868. Il s’agit de la première œuvre connue de Rimbaud, écrite alors qu’il a tout juste quatorze ans, mais non exempte de qualités, et de la fibre de son génie en devenir. Le poème a été publié dans le Bulletin officiel de l’académie de Douai.

## Contexte et postérité
Arthur Rimbaud, élève au collège de Charleville, doit faire le 6 novembre 1868 une composition latine, dont l’objet est une amplification de quelques vers issus des Odes d’Horace (III, 4) :
Me fabulosae, Vulture in Apulo,

Altricis extra limen Pulliae,

Ludo fatigamque somno

Fronde novâ puerum palumbes

Texere. . . . . . . . . . . . . . . 

. . . . . . . .Ut premerer sacra

Lauroque, collataque myrto, 

Non sine Dis. . . . . . . . . . . . .
— Horace, Odes, III, 4
Le poème est publié dans Le Moniteur de l’enseignement secondaire spécial et classique. Bulletin officiel de l’académie de Douai, Ire année, 2, 15 janvier 1869, p. 13-14
Les poèmes latins de Rimbaud ont été retrouvés et édités avec traduction par Jules Mouquet en 1932. Ils n’ont jusqu’à une date récente que peu intéressé la critique ; on compte depuis le début des années 1990 quelques éditions et traductions des vers latins de Rimbaud.

André Guyaux commente ainsi les compositions latines de Rimbaud : 

« Rimbaud montre déjà [dans ces compositions] son sens de l’image, du vers et du mot. Il y déploie sa connaissance des auteurs latins, en particulier de l’Énéide et des Géorgiques de Virgile. On y voit poindre l’héritage romantique latinisé : référence à l’ineffable, au « je ne sais quoi » ; motif de la langueur. »